# 巴利索岛

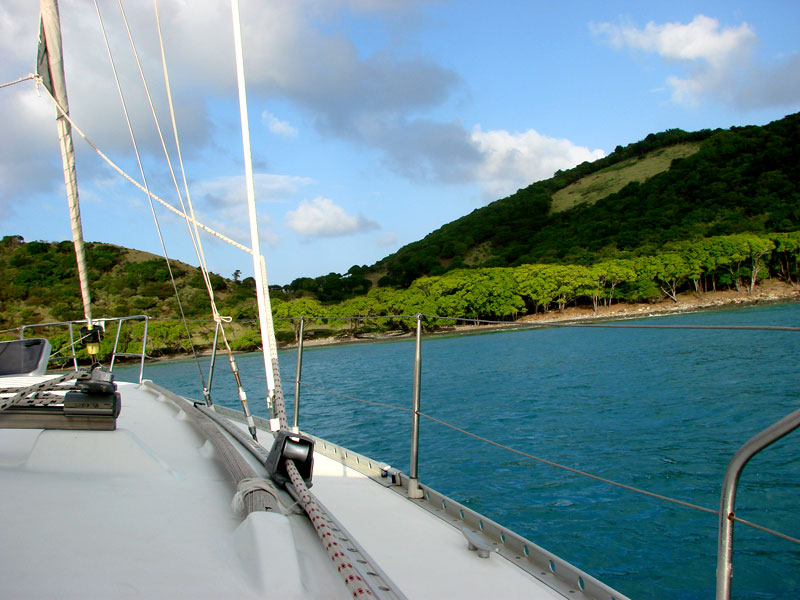

巴利索岛（Baliceaux）是圣文森特和格林纳丁斯的私人小岛屿，属于格林纳丁斯群岛的一部分，面积1.35平方公里，最高点甘山海拔高度126米，岛上无人居住。
12°57′N 61°08′W / 12.95°N 61.13°W